# Блайнд Бой Фуллер
Блайнд Бой Фуллер (англ. Blind Boy Fuller) (1904/7?-1941) справжнє ім'я Фултон Аллен — американський музикант, блюзмен, один із найвідоміших виконавців п'ємонтського стилю блюзу а також виконавців регтайму. Блайнд Бой Фуллер значну частину життя проживав у місті Дарем в якому і став популярним, та записав більше 130 сторін для різних Нью-Йоркських студій які успішно продавалися по всій країні протягом другої половини 1930х і початку 1940х років. Творчий доробок цього музиканта мав популярність у рокерів 1960-70х років, які робили кавер-версії його пісень, зокрема гурт Led Zeppelin, Rolling Stone, Ерік Клептон, тощо.

## Біографія

Блайнд Бой Фуллер. Студійний портрет

Точна дата народження музиканта невідома. Вказуются  10 липня1904-1907 років, також  в одному з документів вказаний 1908 рік але це вочевидь невірна дата. Фултон Аллен народився в Уейдсборо (штат Північна Кароліна), був одним з десяти дітей Келвіна Аллена та Мері Джейн Вокер. після смерті матері сім'я переїхала в Рокінгем у тому ж штаті. В дитинстві навчився грати на гітарі, засвоюючи різні народні стилі популярні у ций місцині (бідні сільські райони). Рано одружився і працював у різних некфаліфікованих підробітках. Внаслідок  довгої нелікованої хвороби очей поступово почав втрачати зір і у 1928 році повністю осліп.  Ця сумна обставина зумовила повну відмову Аллена від будь якої роботи окрім вуличного музиканта. Поступово він став популярним місцевим артистом, внаслідок чудового володіння гітарою та харизматичним флегматичним гарно запамятовуючимся вокалом.   Поступово  у Аллена зростав авторитет і серед інших місцевих музикантів, внаслідок чого  деякі з них (Флойд Кансіл, Річард Трайс, Джорж Вашингтон (City Bull Red), сліпий гравець на губній гармошці Соні Террі тощо) почали грати разом з Алленом на вулицях, біля плантацій, в місцях відпочинку робітників, і пізніше записувалися з Алленом.

## Записи
Місцевий  даремський власник магазину платівок Джеймс Бакстер Лонг у 1935 році вирішив спробувати записувати  якихось місцевих музикантів. Звернувши увагу першим чином на Фултона Аллена, він почав возити його разом з його друзями музикантами  на сессії звукозапису у Нью-Йорку.   Для комерційних цілей, з перших же записів Фултона Аллена почали підписувати на платівках псевдонімом Блайнд Бой Фуллер (Сліпий Хлопець Фуллер), а Джоржа Вашингтона який грав в деяких записах Аллена на пральній дошці, а також записав кілька блюзів в стилі самого Аллена, — як Бул Сіті Ред.
Протягом 5 років музикант записав  близько 130 сторін під кількома лейблами.  Його стиль відрізнявся великою ступеню  розкутості, відвертості, прямоти, певним чином грубості. Тексти його пісень були присвячені повсякденним проблемам життя звичайних людей — знедоленості, невдачі, алкоголізму, ломбардам, в'язницям, хворобам, смерті, бажанням, любові, ревнощам тощо. Ця чесність та цілісність дуже підкупала аудиторію що і зумовило популярність артиста.
В плані людських якостей Фуллера описували як людину запального характеру, схильну до  афективної поведінки. В 1938 році його було ув'язнено на один рік за замах на власну дружину. По факту, під час сварки, сліпий  музикант просто почав методично обстрілювати квартиру по колу, звісно дружина встигла втекти неушкодженою і викликала допомогу. У в'язниці й без того слабке здоров'я Фуллера стала зовсім поганим, він мав хворі нирки та інші проблеми. Після звільнення Аллен провів ще декілька сесій звукозапису в 1940 році, але ці пісні вже були менш енергійними і мали більший рівень песимізму та депресії.
Загалом оскільки звукозапис був основним джерелом доходу для Фуллера в другій половині 30х, він написав багато прохідних пісень, схожих одна на одну, можливо суто для кількості, тим не менш, він завжди на будь яких записах залишався експресивним та глибоким виконавцем, дуже вдало поєднував народний стиль з тогочасними міськими хітами, і мав великий вплив на всіх виконавців п'ємонтського блюзу як основний зразок для наслідування. Таким чином творчий доробок Фуллера дещо неоднорідний — деякі пісні виконані на дуже високому рівні й до сих пір залишаються зразковими для любителів та фанатів цього стилю, інші — прохідні й являють собою чисте самокопіювання, хоча теж виконані з достатньою чесністю і харизматичністю.
У липні 1940го Фуллеру була зроблена операція яка вочевидь не допомогла його хворобі. Він пролежав рік хворіючи у себе вдома і помер 13 лютого 1941 року (у віці 33 або 34-36 років) внаслідок ниркової недостатності та інфікування внутрішніх органів.  Точне місце знаходження могили музиканта насьогодні невідоме, було встановлено декілька найбільш ймовірних локацій.
Смерть Блайнда Бой Фуллера справила велике враження на місцевих музикантів, настільки що наприклад один з його учнів Брауні Мак Гі (найбільш відомий як актор в ролі музиканта Тутса Світа в містичному трилері режисера Алена Паркера «Серце Янгола» 1987 року) записав блюз «The Death of Blind Boy Fuller» а потім за вмовлянням однієї з компаній звукозапису певний час записувався під псевдонімом Blind Boy Fuller № 2 (вочевидь компанія розраховувала що це якось приверне увагу аудиторії).
Зберіглося 3 або 4 фотографії музиканта, але в інтернеті в основному більшість публікацій містять лише 2 зроблені в студії.

## Визнання
У місті Даремі був встановлений пам'ятний знак на честь місцевих музикантів зокрема Соні Террі, Гарі Девіса, і — Блайнда Бой Фуллера. Про значимість цього музиканта свідчать, зокрема, відгуки відомих рок-виконавців, які захоплювалися цим виконавцем і грали його пісні так само як і відомого Роберта Джонсона (1911—1938). У 2004 році був включений до зали слави блюзу.